# Sokulaid
Sokulaid est une île d'Estonie en mer Baltique.